# Carlo Del Prete
Carlo Del Prete (Lucca, 21 agosto 1897 – Rio de Janeiro, 16 agosto 1928) è stato un militare e aviatore italiano, divenuto celebre per le sue trasvolate con Francesco De Pinedo e con Arturo Ferrarin, che lo portarono nelle Americhe, stabilendo diversi record di permanenza in volo e di distanza percorsa. Nel 1927, con Francesco De Pinedo, assieme al motorista Vitale Zacchetti, fu ufficiale di rotta e secondo pilota a bordo di un idrovolante Savoia-Marchetti S.55 denominato “Santa Maria”, condussero la trasvolata Atlantica dall’Europa alle due Americhe. La trasvolata ebbe inizio il 13 febbraio 1927 a Elmas (Cagliari) e terminò il 16 giugno a Lido di Ostia (Roma) dopo 43.820 km di volo per complessive 279 ore e 40 minuti.  Nel maggio 1928, in coppia con Arturo Ferrarin, a bordo di un aeroplano Savoia-Marchetti S.64 conquistò tre primati mondiali di durata di volo, di distanza percorsa, di velocità sui primi 5000 Km. in circuito chiuso (7 666 km in 58 h 37 min). Nel luglio dello stesso anno, in coppia con Arturo Ferrarin, a bordo di un aeroplano Savoia-Marchetti S.64 conquistano il primato di distanza senza scalo da Montecelio (Roma) a Touros (Brasile), percorrendo in 48 h 14 m 7 188 km. Insignito di medaglia d'oro al valore aeronautico.

## Biografia
Nacque a Lucca il 21 agosto 1897, erede di un'influente famiglia lucchese. Il padre, Lorenzo, era un medico con importanti cariche cittadine, tra cui quella di sindaco. La madre, Fedilla Francini, invece, era di Fazzano, frazione di Fivizzano, dove lui, da bambino, era spesso ospite nella villa dei nonni, dei proprietari terrieri benestanti. Dopo gli studi classici affrontati brillantemente presso il ginnasio-liceo "Machiavelli", all'età di quindici anni intraprese la carriera militare iscrivendosi alla Regia Accademia Navale di Livorno. Ancora allievo partecipò ad alcune operazioni della guerra italo-turca navigando nella acque della Libia a bordo della navi scuola Flavio Gioia e Etna. 
Dopo l'entrata in guerra del Regno d'Italia, avvenuta il 24 maggio 1915, fu nominato guardiamarina nel 1916. Partecipò alla Grande Guerra operando in Adriatico, dapprima imbarcato sulla nave da battaglia Giulio Cesare, poi sulla torpediniera d'alto mare Clio e quindi sull'esploratore Aquila. 
Il 27 aprile 1917, promosso sottotenente di vascello, entrò a far parte, su sua richiesta, della flottiglia sommergibili con base ad Ancona. 
Nel dicembre 1917 venne inviato presso la 1ª Squadriglia della stazione idrovolanti di Venezia, partecipando a diverse missioni belliche in qualità di osservatore e nacque in lui la grande passione per il mondo dell'aviazione.
Dal marzo 1918 fu comandante in seconda del sommergibile F.14 che, nella notte tra il 10 e l'11 febbraio 1918, partecipò alla beffa di Buccari condotta da Gabriele D'Annunzio e Costanzo Ciano, scortò i MAS fino alle Bocche del Carnaro e rimanendo lì a proteggerli fino all'alba successiva.

### Dopoguerra

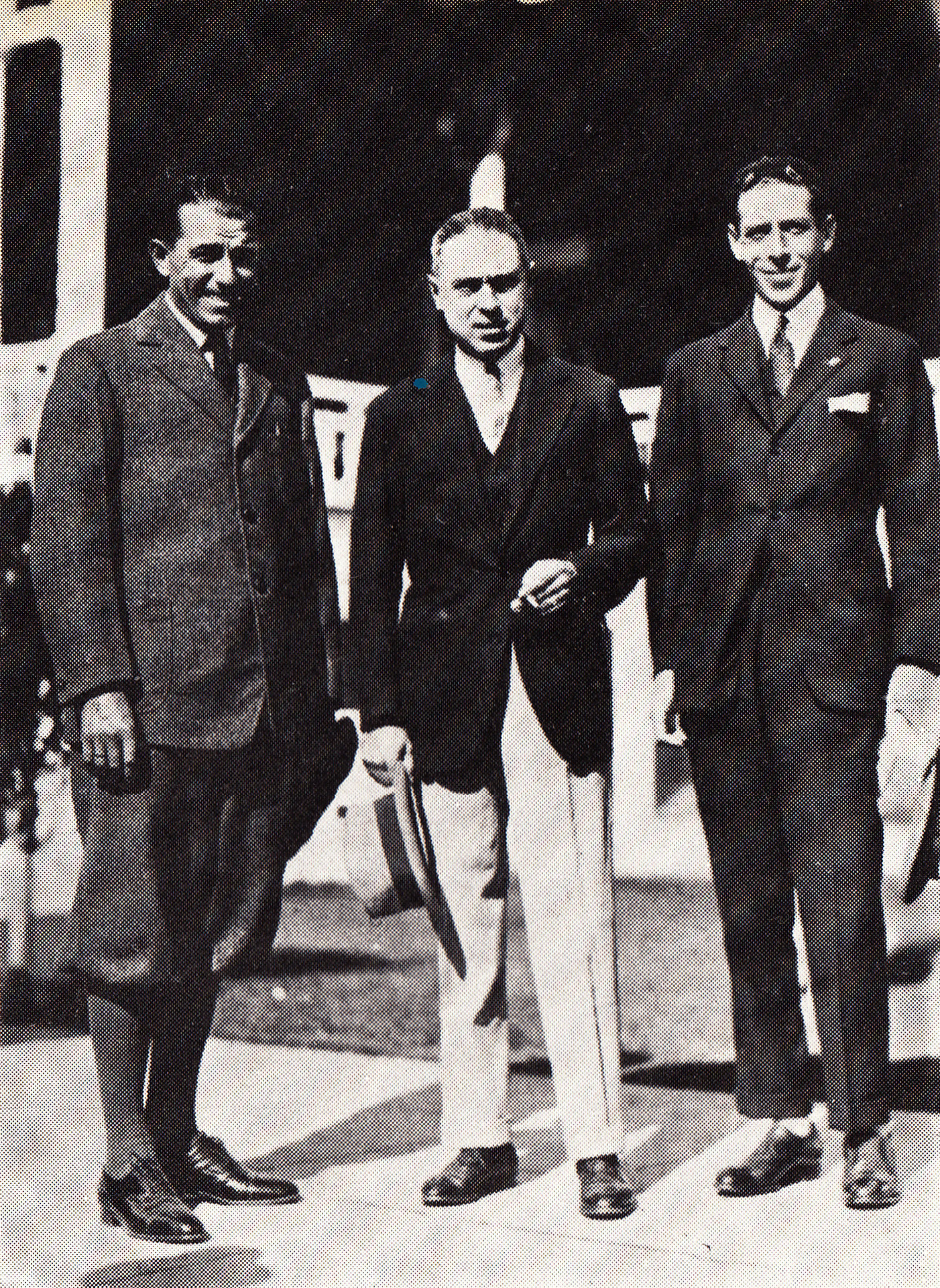
L'equipaggio dell'idrovolante Savoia-Marchetti S.55 “Santa Maria”, Carlo Zacchetti, Francesco De Pinedo e Carlo Del Prete.

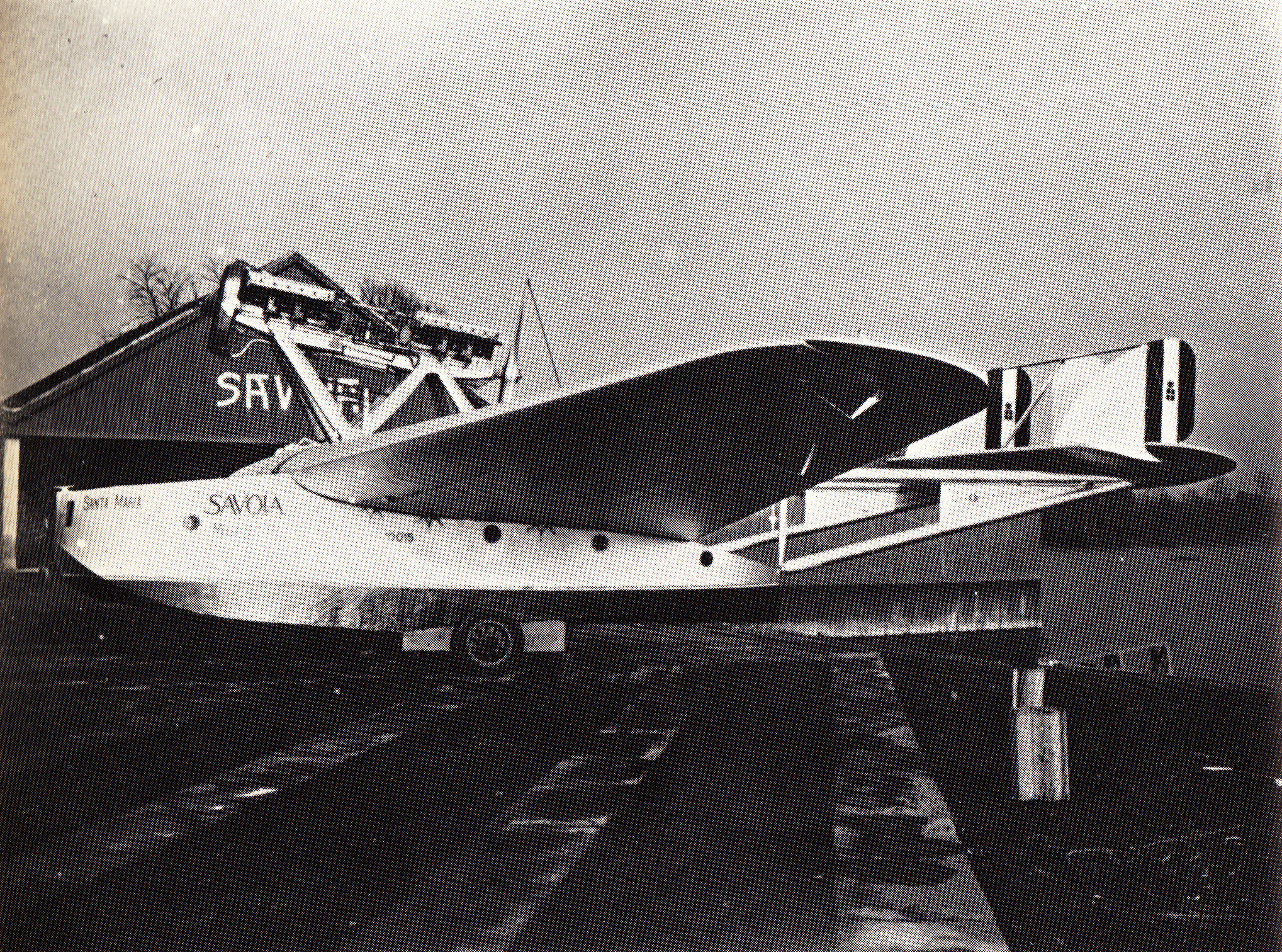
L'idrovolante Savoia-Marchetti S.55 “Santa Maria” fotografato sull'droscalo Sant'Anna, a Sesto Calende.

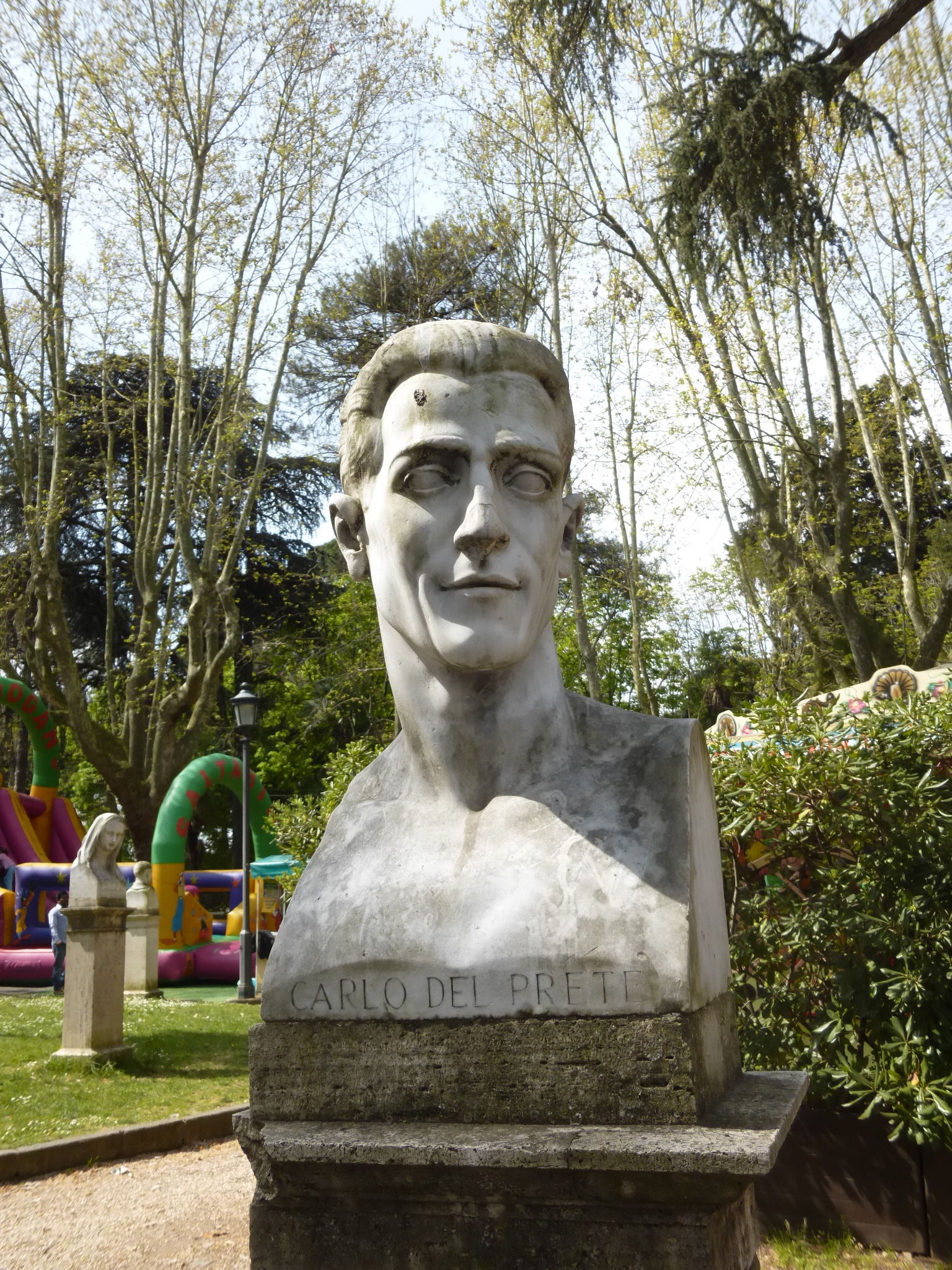
Busto di Carlo Del Prete esposto al parco del Pincio a Roma.

Terminata la guerra, il 12 novembre 1918 venne promosso tenente di vascello ed imbarcato sulla nave da battaglia Regina Elena in navigazione nelle acque antistanti l'Asia Minore. Sotto il suo comando si effettuarono sbarchi di truppe a Smirne e ad Adalia in Turchia. 
Tornato in Italia, si iscrisse al corso di laurea in elettrotecnica presso il Politecnico di Milano e frequentò contemporaneamente il corso superiore dell'Accademia navale ed il corso per allievi piloti a Taranto. 
Il 6 ottobre 1922 otteneva il brevetto di pilota di idrovolante a Taranto e, un anno dopo, il 6 novembre 1923, conseguiva a pieni voti la laurea in Ingegneria meccanica ed elettrotecnica presso il Politecnico di Milano.
Passò poi in servizio presso la neocostituita Regia Aeronautica, assunse il comando dell'idroscalo di Sesto Calende,  rivelando, oltre a non comuni doti di pilota, indubbie capacità organizzative.  Per questo venne scelto da Francesco De Pinedo  nel 1927, come ufficiale di rotta e secondo pilota nella trasvolata Atlantica dall'Europa alle due Americhe (13 febbraio-16 giugno 1927) dove, assieme al motorista Vitale Zacchetti, volarono su tre continenti, Africa, America del Sud, America del Nord, attraversando due volte l’Atlantico. La trasvolata ebbe inizio il 13 febbraio 1927 a Elmas (Cagliari) e terminò il 16 giugno a Lido di Ostia (Roma) dopo 43.820 km di volo per complessive 279 ore e 40 minuti. A bordo dei velivolo, un idrovolante Savoia-Marchetti S.55 denominato “Santa Maria”, il suo compito principale consisteva nel compiere osservazioni astronomiche per il mantenimento e la pianificazione della rotta e nell'accertarsi che il consumo del carburante fosse regolare e distribuito dai vari serbatoi allo scopo di mantenere il più possibile equilibrato l'apparecchio. Il percorso si svolse da Elmas alle Isole di Capo Verde, su Buenos Aires e infine raggiunse l'Arizona. Il 6 aprile, mentre effettuava il rifornimento sul Lago Roosevelt di Salt River (Arizona) l'aereo prese fuoco e s'inabissò in pochi minuti. Il completamento del raid fu reso possibile grazie all'invio, per via marittima da Genova a New York, di un altro idrovolante Savoia Marchetti S.55, ribattezzato "Santa Maria II". Il viaggio di ritorno, ricongiungendosi al tragitto iniziale a New Orleans, toccò Memphis, Chicago, alcune località in Canada, Terranova, le isole Azzorre, Lisbona, Barcellona con arrivo finale al Lido di Ostia a Roma ricevuto da Mussolini.
Nel 1928, promosso maggiore,  si aggiudicò, in coppia con Arturo Ferrarin, il record mondiale di durata, di distanza e di velocità sui primi 5000 km. in circuito chiuso a bordo del monoplano Savoia-Marchetti S.64. Dopo un’interminabile serie di prove e controlli, la mattina del 31 maggio 1928, prendeva avvio la prima avventura: il record del mondo su circuito chiuso. L’aereo, condotto da Ferrarin e Del Prete percorse per 51 volte il circuito compreso tra Torre Flavia ed il faro di Anzio, distanti poco più di 74 km, atterrando alle 15,30 del 2 giugno dopo aver percorso un totale di 7 666,616 km in un tempo di 58 h e 37 minuti. 
Tale prestazione superava di quasi 5 ore il precedente primato di durata e di 3.000 km quello di distanza, con una velocità sui primi 5000 km. di 139,177. Questa prima impresa costituiva però il banco di prova per il principale obiettivo del progetto: il volo dall'Italia al Brasile, per aggiudicarsi il record mondiale di volo in linea retta.
La macchina organizzativa si mise in moto fin dal giorno successivo, in quanto si voleva realizzare la trasvolata atlantica nei primi giorni di luglio, al fine di sfruttare la fase di luna piena prevista per quei giorni durante le ore notturne del volo. Ed è così, che appena un mese dopo stabilì, sempre in coppia con il Ferrarin, il record mondiale di distanza in linea retta, volando senza scalo da Monte Celio (Roma) a Port Natal in Brasile con il monoplano Savoia-Marchetti S.64, partiti il 3 luglio, raggiunsero l'obiettivo il 5 dello stesso mese, dopo aver percorso 7.188 km in 48 ore e 14 minuti ad una velocità media di 168 km/h.
La sera del 3 luglio 1928, alle ore 18:51, prese il via la delicata fase di decollo: appesantito dal carburante necessario per il tragitto, il S.64 aveva una velocità di salita di soli 0,25 metri al secondo, alla velocità di 180 km/h. In pratica erano necessari 3 km per raggiungere la quota di 15 metri.
L’orario di partenza venne scelto al fine di raggiungere sia Gibilterra che, il giorno successivo, il Brasile con le luci del giorno. Il volo si presentò difficoltoso fin dalla prima notte quando, a causa di caldi venti africani, il rendimento del motore diminuì sensibilmente ed i due piloti decisero di modificare la rotta verso nord, alla ricerca di temperature meno elevate. Attraversando condizioni di cielo mutevole e variando di quota alla ricerca di correnti di coda, i due aviatori si accinsero a trascorrere la seconda notte in volo entrando nella fascia dei temporali equatoriali, decidendo di salire fino a 4 000 m di quota nel, vano, tentativo di risparmiare, al velivolo ed a sé stessi, le sollecitazioni della burrasca. Il sopraggiungere del mattino (è il 5 luglio) e l’avvistamento della costa brasiliana diedero conferma della precisione dei difficili calcoli notturni per il mantenimento della rotta e trasmisero nuovo vigore all’equipaggio che puntò deciso in direzione di Bahia. Ancora il maltempo procurò l’ennesimo imprevisto e, stimando un residuo di carburante poco rassicurante, i due decisero di tornare sui propri passi per dirigersi verso Port Natal, dove contavano di atterrare sul campo di volo della Latécoère. Sempre più preoccupati della riserva di carburante ed ostacolati dalla scarsa visibilità, giunti a breve distanza dalla nuova meta, Ferrarin e Del Prete decisero di atterrare sulla spiaggia di Touros dove, dopo un breve rullaggio, le ruote del S.64 affondarono nella sabbia.
L’aereo riportò danni al carrello ed alla cabina di pilotaggio e nei serbatoi erano rimasti soltanto 15 litri di carburante. Nella pratica erano stati coperti circa 8.100 km, ma il record venne omologato in base alla distanza ortodromica tra Montecelio e Touros.

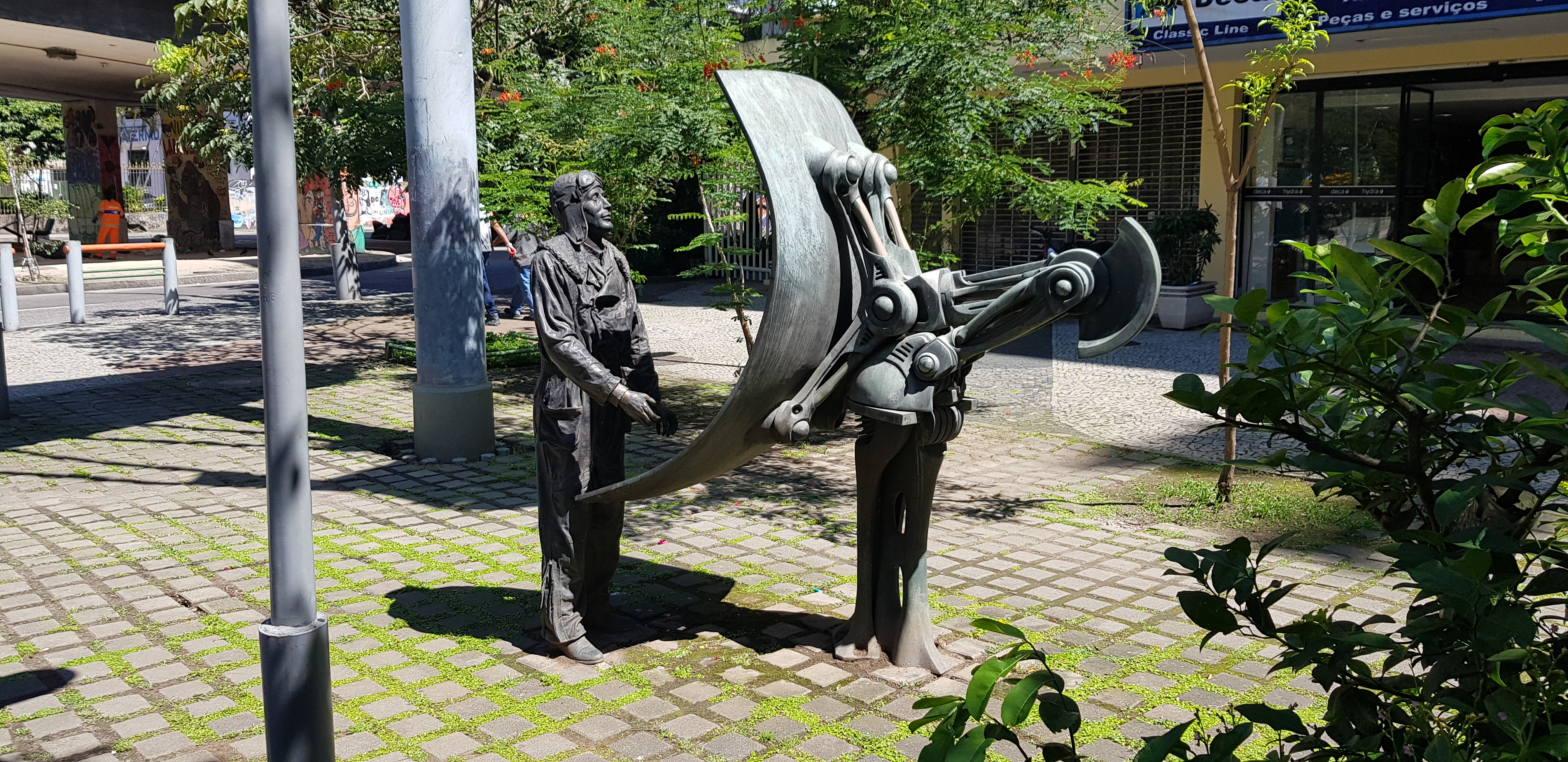
Statua di Carlo Del Prete nell'omonima piazza a Laranjeiras, quartiere di Rio De Janeiro.

Portata a termine l'impresa, giunti a Rio de Janeiro il 5 agosto, i due aviatori avevano programmato di compiere un giro delle città del Brasile, anche a scopi propagandistici, ma i festeggiamenti ebbero un tragico epilogo. Il 7 agosto, la loro crociera itinerante fu tragicamente troncata da un incidente nell'isola di Governador durante le prove per un volo dimostrativo su un nuovo tipo di idrovolante da ricognizione Savoia-Marchetti S.62, velivolo che l’industria Savoia-Marchetti non riusciva a piazzare in Brasile, e allora l’idea dell'Ambasciata Italiana, di rimontare in fretta il velivolo e farlo volare pilotato dai due piloti. A seguito di un cedimento dell’ala il velivolo cadde rovinosamente in acqua. Ferrarin ebbe soltanto lievi ferite alla testa, mentre Carlo Del Prete riportò la frattura di entrambe le gambe e del femore, venne operato e curato, ma solo in ritardo si decise di amputargli la gamba destra nel doloroso tentativo di fermare l’infezione. Le sue condizioni peggiorarono progressivamente fino a che, il 16 agosto 1928, a Rio de Janeiro, sopravvenne la morte per sfinimento.
Il certificato di morte ritrascritto dal notaio Franca Junior, al Libro 95 foglio 186, riporta testualmente: 
«Il sedici agosto millenovecento e vent’otto compare in questo notariato il Dott. Dioniso Giugori, italiano, sposato, di 49 di età, domiciliato all’Ambasciata italiana, di cui ne è cancelliere, ed esibendo un certificato medico del dott. Augusto Brandāo Figliol dichiarò che nel Sanatorio San Sebastian, in Via Bento Lisboa 160, alle ore sei di oggi, morì ‘di frattura comminatoria, infrarticolare ed esposta del terzo mediana, e inferiore del femore destro; frattura esposta del terzo mediano della tibia sinistra, frattura del codilo esterno del femore sinistro, commozione operatoria’ Carlo Del Prete, di sesso mascolino, bianco, con trentuno anni di età, celibe, militare (aviatore), figlio di Lino ed Alice Del Prete, nato a Lucca- Italia. Il corpo sarà imbalsamato e trasportato in Italia. Nulla più dichiarò e firma dopo averlo letto e trovato esatto.
Io, Josè Franca Junior, ufficiale di registro civile, sottoscrivo».
Questo scarno bollettino medico riporta la tragedia della morte di Carlo Del Prete da Lucca. (nell'atto notarile i genitori sono sbagliati e questo comportò un pronunciamento del tribunale per correggere l'errore).
La nuova rotta era stata aperta, la via più breve fu individuata; da lì a pochi anni questo percorso verrà utilizzato dalla LATI (Linee Aeree Transcontinentali Italiane) per i voli Italia-Brasile e anche dagli USA durante la seconda guerra mondiale per accorciare di due terzi il percorso nel Nord-Atlantico, per effettuare i rifornimenti al fronte europeo via Africa. Rotta tutt’oggi utilizzata dalle aviazioni commerciali per i voli intercontinentali.

### Riconoscimenti
L'Aero Club Lucca gli ha dedicato il nome del proprio sodalizio; gli è stato intitolato l'aeroporto di Vercelli e negli anni settanta l'Alitalia ha dato il suo nome al Boeing 747 I-DEMB. Gli sono state intitolate vie a Guidonia, Fiumicino, Fivizzano, Firenze, Latina, Lucca, Palermo, Torino e Santo Stefano di Sessanio. La sua effigie con un busto marmoreo è posta tra personalità celebri dell'Italia al parco del Pincio a Roma.  La città di Lucca con un'opera monumentale composta da un velivolo Piaggio-Douglas PD-808 donato dall'Aeronautica Militare Italiana gli dedica uno spazio memoriale: Al pilota Carlo del Prete e gli aviatori lucchesi. Il portale web dell'Aeronautica Militare ha proposto una pagina, intitolata "I grandi aviatori", dove vengono citate le maggiori personalità storiche dell'aviazione italiana, ponendo Del Prete tra di esse.